# 蔡以忱
蔡以忱（1896年—1928年），湖北黄陂人。又名一尘，学名蔡滨。中国共产党早期人物。

## 生平
1915年，高小毕业后，考入湖北省立第一师范学校。五四运动爆发后，作为湖北省学生联合会的代表之一，参与学生运动。1920年，毕业留校，在附小任教。1921年，在私立武昌中华大学工作。1923年二七罢工发生后，领导参加声援罢工斗争。同年由董必武介绍，加入中国共产党。同年夏，任中共武汉地委特派员，赴黄陂筹建党组织。1924年，以个人身份加入中国国民党。1925年五卅运动中参与组织武汉地区罢工、罢课、罢市的革命运动。
同年协助吴德峰创建武昌崇实中学，任训育主任。7月，任国民党湖北省党部候补执行委员。1925年10月至1926年5月，任中共武汉地方执行委员会委员。1926年1月，出席在广州召开的中国国民党第二次全国代表大会。2月返回汉口，出席国民党湖北省第二次代表大会，当选为湖北省党部执行委员。1926年5月，起任中共武昌部委员会书记。5月，出席中共武汉地委召开的党员代表大会，担任中共湖北地方执行委员会委员、组织部主任（至1926年8月）。7月，在湖北省国民党三大上，任大会秘书处主任，并再次当选湖北省党部执行委员。1926年10月起，任中共武昌地方执行委员会书记。12月之前，任中共湖北区执行委员会组织部主任。1926年12月至1927年4月，任中共湖北区执行委员会委员、宣传部主任。参与领导发动武汉人民群众，迎接北伐军攻克武汉三镇。1927年1月，兼任湖北省中小学教师党义研究所教员，并参与动员汉口人民群众收回英租界的斗争；3月出席湖北第一次农民代表大会，被选为湖北省农民协会执行委员兼组织部部长。会后以特派员身份，回家乡组建黄陂农会。4月底赴武汉，作为正式代表出席中国共产党第五次全国代表大会，被选为中共中央监察委员会委员。会后任中共湖北省委农委书记。1927年5月至7月，任中共中央农民运动委员会委员。国共合作结束后，7月下旬被中共中央指定为中共湖南省委常务委员、组织部部长，赴湘阳参加新省委领导工作。8月至9月，任中共湖南省安源市委员会书记。
参与制订湘赣边界秋收起义行动计划，将安源工人纠察队、矿警队同萍乡、醴陵等县农民自卫军，改编成工农革命军第一军第一师第二团，担任政治委员。9月9日，同团长王新亚率团参加秋收起义。此后被调回安源继续主持市委工作。9月27日，被任命为中共湖南省委秘书长。未到职，仍在安源坚持秘密工作。1928年6月下旬，中共湖南省委改组湘西特委，任中共湘西特委常务委员。7月中旬中共湘西特委机关遭破坏。正在巡视工作时被逮捕，不久遇害于长沙。后被追认为革命烈士。